# Buteo bannermani
Buteo bannermani (лат.) — вид птиц из семейства ястребиных. Иногда его считают подвидом Buteo buteo. Подвидов не выделяют.

## Название
Видовой эпитет присвоен в честь британского орнитолога доктора Давида Армитажа Баннермана (Dr. David Armitage Bannerman (1886—1979)).

## Распространение
Эндемики Кабо-Верде. Гнездятся только там.

## Описание
Длина тела 48 см. Размах крыльев 110 см. Подобен B. buteo, но, возможно, немного меньше по размеру. Возможно, более близок к B. rufinus. В отличие от B. buteo, существует небольшое разнообразие оперения, и почти все особи имеют рыжевато-коричневую морфу с сильным рисунком. Рисунок крыльев более выраженный с более светлыми основными цветами и более широкой чёрной задней кромкой. Гнездится только на островах Зеленого Мыса. Некоторые специалисты считают его отдельным видом.

## Биология
Сезон размножения продолжается с января по апрель.